# El Perelló
El Perelló é um município da Espanha na comarca do Baixo Ebro, província de Tarragona, comunidade autónoma da Catalunha. Tem 100,7 km² de área e em 2021 tinha 2 846 habitantes (densidade: 28,3 hab./km²).

## Demografia
| Variação demográfica do município entre 1991 e 2004[carece de fontes?] | Variação demográfica do município entre 1991 e 2004[carece de fontes?] | Variação demográfica do município entre 1991 e 2004[carece de fontes?] | Variação demográfica do município entre 1991 e 2004[carece de fontes?] |
| ---------------------------------------------------------------------- | ---------------------------------------------------------------------- | ---------------------------------------------------------------------- | ---------------------------------------------------------------------- |
| 1991                                                                   | 1996                                                                   | 2001                                                                   | 2004                                                                   |
| 2155                                                                   | 2152                                                                   | 2228                                                                   | 2282                                                                   |